# قطعنامه ۱۲۴۰ شورای امنیت
قطعنامه ۱۲۴۰ شورای امنیت سازمان ملل متحد که در تاریخ ۱۵ مه ۱۹۹۹ تصویب شد، سندی بین‌المللی دربارهٔ بررسی وضعیت در تاجیکستان پیرامون مرز تاجیکستان-افغانستان است. این قطعنامه طی نشست ۴۰۰۴ام با ۱۵ رای موافق، ۰ مخالف و ۰ ممتنع تصویب شد. پس از یادآوری کلیه قطعنامه ها در مورد وضعیت تاجیکستان و در امتداد مرز تاجیکستان و افغانستان، شورای امنیت ماموریت ناظران سازمان ملل متحد در تاجیکستان (UNMOT) را برای شش ماه دیگر تا ۱۵ نوامبر ۱۹۹۹ تمدید کرد.
شورای امنیت به ادامه روند صلح در تاجیکستان و رعایت کلی آتش‌بس توسط دولت تاجیکستان و اپوزیسیون متحد تاجیک (UTO) اشاره کرد. وضعیت کلی در کشور بهبود یافته بود، اگرچه برخی از مناطق پرتنش باقی ماندند.
از احزاب تاجیکستان خواسته شد تا حق ایجاد شرایط را برای برگزاری همه‌پرسی قانون اساسی و انتخابات ریاست‌جمهوری و پارلمانی ایجاد کنند و امنیت کارکنان سازمان ملل و بین‌المللی را در این کشور تضمین کنند. از سازمان امنیت و همکاری اروپا (OSCE) خواسته شد تا به همکاری با سازمان ملل در روند دموکراسی‌سازی ادامه دهد و از تلاش‌های نیروهای حافظ صلح کشورهای مستقل مشترک‌المنافع (CIS) در کشور استقبال کرد.
در نهایت از کوفی عنان دبیرکل درخواست شد تا شورا را در جریان تحولات تاجیکستان قرار دهد و در این زمینه گزارشی را ظرف سه ماه ارائه دهد. پس از تیراندازی به چهار تن از ناظران سازمان ملل متحد در تاجیکستان در ژوئیه ۱۹۹۸، در آغاز ۱۹۹۹ آنان دفاتر خود را در خاروغ و خجند بازگشایی کرد.